# حادثه شوچو
حادثه شوچو (به ژاپنی: 正中の変 しょうちゅうのへん)، حادثه ای که در ۷ اکتبر ۱۳۲۴ در اواخر دوره کاماکورا رخ داد، زمانی که امپراتور گو-دایگو و معتمدان نزدیکش هینو سوکه‌تومو و هینو توشیموتو قصد حمله به شوگون‌سالاری کاماکورا را داشتند. تئوری رایج این است که «برای همه افراد شوگون مشخص بود که امپراتور گو-دایگو مغز متفکر بود، اما شوگون‌سالاری کاماکورا آن را مخفی نگه داشتند تا از درگیری با امپراتور جلوگیری کنند.». در نتیجه تحقیقات چهارماهه توسط شوگون‌سالاری کاماکورا، گودایگو و هینو توشیموتو به دروغ متهم و رسماً تبرئه شدند. با این حال، هینو سوکه‌تومو به دلایل مبهم به ولایت سادو (شهر سادو، نیگاتا، استان نیگاتا) تبعید شد، و گفت که اگرچه نمی‌توان گفت که او گناهکار است، اما نمی‌توان گفت که او بی گناه است زیرا این سوء ظن به‌طور کامل برطرف نشده است. هفت سال پس از این واقعه، شورش گنکو آغاز شد و نه سال بعد شوگون‌سالاری کاماکورا نابود شد.